# Grande fantasia su canzoni popolari russe
La Grande Fantasia su canzoni popolari russe per pianoforte e orchestra, Op. 4 è una composizione musicale di Milij Alekseevič Balakirev del 1852.

## Storia della composizione
Questo lavoro per pianoforte e orchestra fu scritto da Balakirev quando aveva solo quindici anni, e costituisce un risultato notevole per uno scolaro largamente autodidatta nella composizione, in un genere che all'epoca aveva pochissimi precedenti in Russia. Balakirev terminò la composizione a Nižnij Novgorod il 12 dicembre 1852 e la dedicò al suo maestro Karl Eisrich. Tuttavia l'annotazione riportata sull'ultima pagina dell'autografo della partitura Finis del prima parte, lascia intendere che l'autore intendesse continuare quest'opera, anche se poi non lo fece.

## Struttura della composizione
La Fantasia è un'elaborazione di due canzoni popolari russe: Ах, не солнышко затмилось (Ah, il sole non s'è offuscato) e Среды долины ровные (Tra le valli piane). L'introduzione invece presenta un tema originale di Balakirev.